# Star Wars Rogue Squadron III: Rebel Strike
Star Wars Rogue Squadron III: Rebel Strike, tercera parte de la saga Rogue Squadron, es un videojuego exclusivo de Nintendo GameCube, el último desarrollado por el estudio Factor 5 como second party de Nintendo. 
En el juego hay 3 campañas, la de Luke Sywalker, la de Wedge Antilles y una basada en Endor. Además, superando las misiones con medalla, se pueden desbloquear misiones en las que se controla personajes clásicos de las películas como Han Solo (y su Halcón Milenario), la princesa Leia, Chewbacca. 
El control sobre estos personajes, conocidos de la trilogía clásica, así como las misiones a pie o en speeder bike son las principales novedades respecto a los 2 juegos anteriores. Estas misiones a pie fueron muy criticadas por no estar al nivel de las misiones aéreas.
El G.O.D. incluye como extras el anterior juego de la saga: Star Wars Rogue Leader en modo cooperativo para 2 jugadores, un Versus, un "Cómo se hizo" y los arcade Star Wars y El imperio contraataca.

## El polémico doblaje
En España se distribuyó el juego sin doblar al castellano, a pesar de que Star Wars Rogue Squadron II Rogue Leader sí lo estaba y de que en la carátula del juego se pueda leer, de hecho, el mensaje "Totalmente en castellano". La distribuidora del juego en España, Proein, confirmó que la intención inicial por parte de LucasArts era de acometerle un doblaje tal y como al de la anterior entrega (teniendo en cuenta además que la sección multijugador de Rogue Leader ya tenía doblaje realizado y se podía reutilizar), pero lo canceló en el último momento y cuando ya se había impreso la carátula final del título en España. Ante esta situación, Proein se vio obligada a adjuntarle a las copias manufacturadas una etiqueta corrigiendo dicho dato con el de "Manual y textos en castellano". A pesar de que Proein estaba atada de pies y manos ante este hecho porque fue una circunstancia que dependía enteramente de la productora norteamericana, el descontento entre los clientes del título fue tal, que Proein se vio obligada a cerrar sus foros de discusión ante el aluvión de mensajes ofensivos recibidos y a pesar de las explicaciones públicas que se dieron a este respecto.

## Vehículos y cazas
Permiten realizar todas las misiones, en este videojuego son muy importantes, sobre todo los cazas.

### Cazas
Son las naves que sirven para combates en el espacio o a gran altura de la superficie de un planeta.

#### Caza estelar Ala-X
Es la mejor nave de la flota de la Alianza. Es rápido, maniobrable y fuertemente armado. El casco reforzado y los generadores de escudos protegen y rodean a esta nave versátil, que es muy útil en la mayoría de las misiones. Además lleva a bordo a la unidad R2, que puede realizar reparaciones de emergencia. Las alas se pueden colocar en posición de ataque, con lo que mejora su maniobrabilidad y se activa el sistema de armas. Al estas en posición defensiva es más veloz, cuesta más controlarla y no puede disparar
- Armamento.

Arma principal: Cuatro cañones laser.
Arma secundaria: Torpedos de protones.

#### Caza estelar Ala-Y
Es el caza más antiguo de la Alianza, a pesar de su lentitud todos los rebeldes lo consideran un arma muy útil, pues lo compensa con la gran carga de bombas que puede soltar encima de fuerzas enemigas y objetivos terrestres.
El cañón de iones es un arma que permite inutilizar naves enemigas mediante la sobrecarga de sus circuitos, por lo que es capaz de dejar fuera de combate escudos, armas y motores. El número de disparos es limitado.
- Armamento.

Arma principal: Cañones laser gemelos.
Arma secundaria: Bombas de protones.
Arma especial: Cañón de iones.

#### Caza estelar Ala-A
El aereodinámico diseño de este caza hace que parezca veloz aunque esté parado, y en ocasiones ha demostrado su valía en el combate. el Ala-A es más rápido que cualquier otra nave de las flotas Imperio o la Alianza y se trata de una nave de ataque rápido.
Dispone de un dispositivo de aceleración limitado, esta aceleración se puede recargar una y otra vez, pero al Ala-A necesita tiempo para recargar el dispositivo antes de que puede volver a valerse de él.
Sus misiles son muy potentes y eficaces tanto contra blancos aéreos o terrestres. La Alianza los ha mejorado y ha puesto como arma secundaria al Ala-A misiles de impacto guiados. Según el número de misiles con los que cuente el jugador el Ala-A es capaz de fijar cuatro blancos como máximo.
- Armamento.

Arma principal: Cañones laser gemelos.
Arma secundaria: Misiles de impacto guiados.

#### Caza estelar Ala-B
Aunque tiene un aspecto extraño cuenta con suficiente potencia de fuego como para desafiar a naves grandes y es una importante incorporación para la flota rebelde.
La cabina está acoplada al fuselaje y cuenta con giroscopios que permiten que el piloto mantenga la referencia de un horizonte predeterminado.
La nave dispone de un potente generador de escudos que se encarga de mantener a salvo al piloto y a los muchos sistemas de armas y también dispone de alas que se pueden configurar para volar o combatir.
- Armamento.

Arma principal: Tres cañones laser.
Arma secundaria: Torpedos de protones.
Arma especial: Cañones de iones.

#### Aereodeslizador T-47 o deslizador de las nieves
Es la única nave biplaza de la flota rebelde y cuenta con dos cañones láseres frontales y un cañón trasero que lanza arpones acoplados a cables de remolque. Solo puede realiza vuelos atmosféricos y con él no es posible llevar a cabo maniobras avanzadas, como los alabeos.
En los días en los que se usaba como vehículo de patrulla y reconocimiento el cable de remolque se empleaba, sobre todo en labores mundanas, pero ha demostreado su utilidad en el campo de batalla en la Batalla de Hoth. En la que se usaba para derribar los AT-AT (transporte blindado todoterreno) del Imperio. el cable también puede utilizarse para mover o remolcar objetos en determinadas misiones.
- Armamento.

Arma principal: Cañones láser gemelos.
Arma secundaria: Arpón y cable de remolque.

### Vehículos terrestres
Son los vehículos usados en tierra para patrullar o apoyar a las tropas de infantería.

#### AT-ST
El AT-ST (Transporte todoterreno de exploración) se suele usar en misiones de patrulla y reconocimiento o como apoyo a las tropas de infantería imperiales. Es un aparato temible a manos de un piloto hábil. También se le conoce por él nombre de andador explorador.
- Armamento.

Arma principal: Cañones láser gemelos montados en la cabeza.
Arma secundaria: Lanzadores de granadas de impacto guiadas.

#### AT-PT
Al AT-PT (Transporte personal todoterreno) es un transporte monoplaza para avanzar veloz y realizar ataques rápidos y calculados. Hay que ser hábil para pilotarlo y utilizar de manera útil sus armas. Es más maniobrable y la cadencia de fuego es superior a la de su sucesor, el AT-ST. Aunque su movilidad es superior la solidez del casco es la mitad que la del AT-ST, con lo que los jugadores tienen que entrar y salir de él más deprisa.
- Armamento.

Arma principal: Cañones láser gemelos montados en la cabeza.
Arma secundaria: Ninguna.

#### Deslizador terrestre V-35
Presente en los planetas del borde exterior como Tatooine, se caracteriza por su morro anguloso, el conjunto elevado de propulsores y su enorme batería en forma de tonel. Es un vehículo de transporte rápido y no de batalla.
- Armamento: Ninguno.

#### Moto Jet 74-Z o moto a reacción
Tiene una velocidad punta de 500km/h. Apenas cuenta con blindaje que proteja a su piloto y dispone de un solo cañón láser montado bajo las paletas de dirección frontales.
- Armamento.

Arma principal: Cañón láser (solo en la moto Jet).
Arma secundaria: Empujón lateral.

#### Tauntaun
Son animales autóctonos de Hoth, el planeta helado y los miembros de la Alianza Rebelde no tardaron en domarlos mientras establecían la Base Eco en la superficie helada del planeta. Cada Tauntaun puede llevar un jinete y varios kilos de equipo, en el que figura un fúsil pesado de repetición y una mochila botiquín, para proteger a la bestia y a su jinete de las despiadadas noches de Hoth.
- Armamento.

Arma principal: Fusil pesado de repetición.
Arma secundaria: Ninguna.

## Armamento del personaje a pie
Por primera vez en la saga Rogue Squadron se pueden llevar a cabo combates terrestres a través de la perspectiva de tercera persona. A continucación podrás ver algunas armas que puedes usar:
- Pistola/Bláster: Eficaz para librarse de soldados imperiales.
- Fusil de soldado de asalto: Mejora que proporciona una cadencia de fuego superior a la del arma del jugador.
- Detonador térmico: Potente explosivo útil para acabar con un AT-AT o con un grupo de enemigos.
- Bláster E-Web: Se puede usar en varias misiones, como en Hoth.
- Sable láser: Es el arma preferida por los Jedi y se puede utilizar en los combates cuerpo a cuerpo, para abrir la panza de un AT-AT o para desviar los disparos de un enemigo.

## Mejoras: Avances tecnológicos y armamentísticos
En algunas misiones aparecen iconos de mejoras, y si los atraviesas se incorporarán a la flota de vehículos. Tras superar esa misión la mejora estará disponible en futuras misiones. Algunas solo pueden usarse en determinadas naves.
- Láseres avanzados: Aumenta la potencia de los cañones láser de todas las naves.
- Torpedo de protones avanzado: Aumenta la potencia de penetración de los torpedos de protones.
- Torpedo de protones guiado: Los torpedos seguirán a los objetivos contra los que fueron disparados.
- Bomba de protones avanzada: Más potentes que las bombas de protones.
- Bombas de protones de dispersión: Amplían su radio de acción.
- Misil de impacto avanzado: Los misiles de impacto mejorarán y causarán más daño a los enemigos.
- Misil de impacto guiado: Todos los misiles de impacto seguirán a los enemigos.
- Misiles de racimo avanzado: Versión más potente del misil de racimo normal.
- Misil de racimo guiado: Versión del misil de racimo que sigue a su objetivo.
- Escudo avanzado: El nivel defensivo de todas las naves sube al máximo. Es la única mejora defensiva.
- Ordenador de objetivos avanzado: Permite a los jugadores tener activado el ordenador de objetivos sin tener que mantener ningún botón.